# Zespół szańca 3
Szaniec FS 3 (niem. Feldschanze 3 – szaniec polowy) – element zespołu fortyfikacji zwanego Twierdzą Kraków.
Powstał w latach 1854–1855. Typowy szaniec o siedmiobocznym narysie. Posiadał klasyczną fosę kutą w skale, wał ziemno-kamienny, a na tym wale wtórne poprzecznice ze schronami z kamienia i blachy falistej. W centrum znajdował się prowizoryczny budynek. Zlikwidowany przed 1909 r. (dokładna data nie jest znana). Obiekt znajduje się przy ul. Hofmana w Krakowie.
Na zespół szańca 3 składały się również inne obiekty. Wzmacniały go 3 ostrogi połączone wałem, broniące Fort 2 „Kościuszko”. Powstałe między latami 1908–1910.